# Карл Шімпф
Карл-Гайнц Шімпф (Karl-Heinz Schimpf; 23 березня 1914 — ?) — німецький офіцер-підводник, капітан-лейтенант крігсмаріне.

## Біографія
3 квітня 1936 року вступив на флот. З вересня 1939 року — вахтовий офіцер в 2-й ескортній флотилії. З січня 1940 року — вахтовий і мінний офіцер на допоміжному крейсері «Тор». В травні-липні 1941 року навчався в загороджувальному училищі. З липня 1941 року — вахтовий офіцер, потім — командир корабля 3-ї флотилії мінних тральщиків. В липні-листопаді 1942 року пройшов курс підводника. З листопада 1942 року — 1-й вахтовий офіцер на підводному човні U-514. В червні-липні 1943 року пройшов курс командира човна. З 7 вересня 1943 року — командир U-803. 27 квітня 1944 року U-803 потонув в Балтійському морі північно-східніше Свінемюнде (54°06′ пн. ш. 14°35′ зх. д.), підірвавшись на міні британського мінного поля Geranium. 9 членів екіпажу загинули, 35 (включаючи Шімпфа) були врятовані. В травні-липні 1944 року — консультант в штабі командувача підводним флотом на Сході. З 10 листопада 1944 по 5 травня 1945 року — командир U-3009.

## Звання
- Кандидат в офіцери (3 квітня 1936)
- Морський кадет (1 вересня 1936)
- Фенріх-цур-зее (1 травня 1937)
- Оберфенріх-цур-зее (1 липня 1938)
- Лейтенант-цур-зее (1 жовтня 1938)
- Оберлейтенант-цур-зее (1 жовтня 1940)
- Капітан-лейтенант (1 жовтня 1943)